# Chemin de fer touristique de la Sarthe
Le Chemin de fer touristique de la Sarthe est un chemin de fer touristique et historique géré par l'association Transvap qui participe depuis 1970 à la sauvegarde du patrimoine ferroviaire. Elle propose des animations et des parcours en trains historiques, autorails et locomotive à vapeur, sur la section de Beillé à Bonnétable de l'ancienne ligne de chemin de fer de Mamers à Saint-Calais, tronçon sauvegardé de l'ancien réseau des Tramways de la Sarthe.

## Situation ferroviaire
Le Chemin de fer touristique de la Sarthe, utilise un tronçon de la ligne de Mamers à Saint-Calais, sur 17 kilomètres de Connerré à Bonnétable.

## Historique
La ligne de Mamers à Saint-Calais, à voie normale, est ouverte à l'exploitation en 1873 par la Compagnie d'Orléans à Châlons, elle est remplacée en 1890 par la Compagnie du chemin de fer Mamers-Saint Calais. À l'expiration de la concession, en 1923, la ligne est reprise par une régie départementale et en 1934 elle est incluse dans le réseau des Tramways de la Sarthe. Après la fermeture des Tramways de la Sarthe en 1947 elle est de nouveau gérée par une régie départementale jusqu'à sa fermeture définitive le 31 décembre 1977. Avant cette fermeture la régie fait circuler deux étés de suite, 1976 et 1977, un train touristique entre Connerré et Bonnétable.
Dès 1977 plusieurs personnes, soucieuses de faire perdurer cette histoire, créent l'association Transport-vapeur (Transvap) qui s'installe dans l'ancien dépôt de Connerré (datant de 1872) où elle dispose d'ateliers pour mettre le matériel roulant sauvegardé. Le département, propriétaire de la ligne, fait déposer l'ensemble de la ligne en 1978, sauf le tronçon de Connerré à Bonnétable qu'il met à la disposition de l'association. Les bénévoles s'affairent pour remettre en état la voie et notamment une locomotive à vapeur 030 Fives-Lille. Le premier train touristique à vapeur circule en juillet 1979.
La 030 Fives-Lille est remplacée en 1981 par une locomotive anglaise classée aux Monuments Historiques (020T8 BAGNALL "ALICE") qui laisse également sa place en 1991 à une 030T Corpet Louvet prénommée La Chéronne, restaurée par les bénévoles. Puis l'association doit faire face, en avril 1997, à l'incendie du dépôt et d'une partie du matériel entreposé. Elle reconstruit ses installations qu'elle dénomme « gare de Beillé ».
Le 4 août 2019, trois personnes chargées de la conduite de la locomotive à vapeur La Chéronne sont victimes d'un jet accidentel de vapeur lié à une pièce sortie de son logement. Deux d'entre eux sont grièvement brûlés et transportés par hélicoptères, l'un au CHU de Tours, puis au CHU d'Angers, et l'autre au CHU de Nantes ; le troisième, plus légèrement atteint, est pris en charge par l'hôpital du Mans dont il sort le jour suivant. Aucun des 130 passagers n'est touché ; ils ont été pris en charge par d'autres trains de la Transvap,. Les circulations sont maintenues pour la saison. Elles sont assurées uniquement par autorail, la Chéronne étant immobilisée pour les raisons de l'enquête, et la locomotive Alice n'étant pas assez puissante pour les trains de l'été.

## Offre touristique
Départs de la gare TransVap de Beillé (de l'autre côté de la gare SNCF Connerré - Beillé). Tous les dimanches et fêtes de juillet et août, départ à 10h45, 11h45 et 15h00, et départ de Bonnétable à 11h50 et 13h30
La voie dessert le plan d'eau de Tuffé, atteint Prévelles, puis après avoir traversé une forêt, aboutit à Bonnétable dont la gare présente un petit musée sur l'ancienne ligne de « Mamers à Saint-Calais ». Au départ de la gare TransVap de Beillé (de l'autre côté de la gare SNCF Connerré - Beillé), on peut visiter les ateliers de cette ancienne compagnie, qui présentent un réel intérêt historique.

## Matériel roulant ferroviaire
Les listes suivantes ne sont pas exhaustives et devront être complétées ou actualisées au fil du temps (dernière actualisation en janvier 2024) :

### Locomotives à vapeur
| Matricule                                                    | Constructeur et date               | État actuel                                            | Origine et informations techniques | Photo |
| ------------------------------------------------------------ | ---------------------------------- | ------------------------------------------------------ | --- | ----- |
| 020T no 8 saddle-tank dite « Alice »                         | Bagnall (en), 1917                 | Opérationnelle                                         | - 00,00 m, 21 t (00 t en ordre de marche), vitesse maximum : 00 km/h (000 ch). - Timbre chaudière : 11 kg/cm². - Capacité de la soute à charbon : 0 t. - Capacité de la soute à eau : 0 000 L (0 m3). - Date arrivée à la Transvap : 1981. - Ex-sucrerie de Bihucourt, remise en service le 7 février 2017 après neuf années de travaux. - Classé MH (1987)                                                        |       |
| 030T dite « La Chéronne »                                    | Corpet-Louvet, 1923                | Opérationnelle                                         | - Ex-Houillères des Cévennes. - 8 m, 21 t (26,8 t en ordre de marche), vitesse maximum : 00 km/h (000 ch). - Timbre chaudière : 11 kg/cm². - Capacité de la soute à charbon : 0 t. - Capacité de la soute à eau : 4 100 L (4,1 m3). - Distribution : Allan à tiroirs plans. - Date arrivée à la Transvap : 1976.                                                                                                   |       |
| 030T no 103 bi-cabine                                        | Schneider, 1925 (sous le no 4321). | Hors service (en attente d'une restauration complète). | - Construite pour la Compagnie des chemins de fer de grande banlieue (CGB). - 00,00 m, 00 t (00 t en ordre de marche), vitesse maximum : 00 km/h (000 ch). - Timbre chaudière : 00 kg/cm². - Capacité de la soute à charbon : 0 t. - Capacité de la soute à eau : 0 000 L (0 m3). - C’est la seule locomotive bi-cabine à voie normale (1,435 m) préservée (foyer en cuivre). - Date arrivée à la Transvap : 2005. |       |
| 030T no 51 bi-cabine (à voie métrique) dite « Foulletourte » | Blanc-Misseron, 1898               | Hors service                                           | - Construite pour les Tramways de la Sarthe. - 5,42 m, 12,8 t (15,6 t en ordre de marche), vitesse maximum : 45 km/h (100 ch). - Timbre chaudière : 10 kg/cm². - Capacité de la soute à charbon : 0 t. - Capacité de la soute à eau : 0 000 L (0 m3). - Distribution : Walschaerts à tiroirs plans. - Classé MH (1987)                                                                                             |       |

Les deux locomotives « Alice » et « La Chéronne » ont été remises en service après révision intégrale, mais gravement endommagées lors d'un incendie survenu en avril 1997. Grâce à une « mobilisation générale  » des bénévoles, épaulés par une entreprise privée du Mans, la 030 T Corpet-Louvet a été remise en état pour la saison 1998. Quant à la 020 T anglaise, sa reconstruction s'est achevée en 2017 (chaudière et roues neuves).

### Locotracteurs

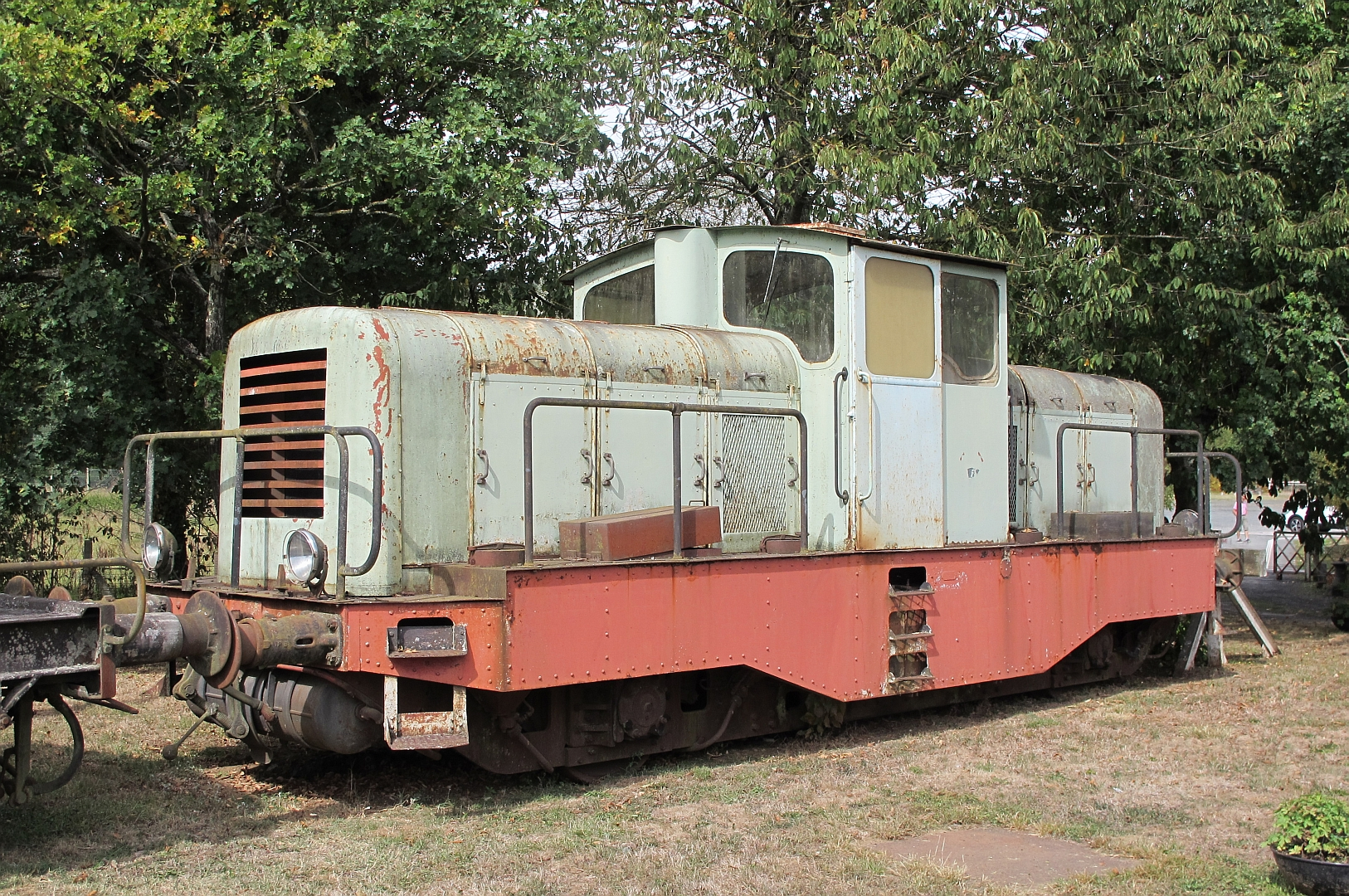
Le locotracteur 020-C-113 à Beillé.

- trois locotracteurs (dont le Y 2228 arrivé fin 1997 sur le réseau pour remplacer son « frère » détruit également dans l'incendie) ;
- locotracteur Y 5136 ;
- locotracteur Y 7528 ;
- locotracteur CFD 020-C-113 ex-Régie Ferroviaire Richelaise.

### Autorails
- Autorail Billard A 75 D no 901 de 80 ch, ex-compagnie de Mamers à Saint-Calais ;
- autorail Billard A 75 D no 903 de 80 ch, ex-compagnie de Mamers à Saint-Calais  Classé MH (1997)[12] ;
- autorail A 75 D no 907 de 80 ch, construit en 1948 par CFD Montmirail sur plans Billard, ex-CFD Autun – Avallon, transfert du CFTR en janvier 2012[13] ;
- autorail « Picasso » X 3953 ex-SNCF qui assurait la desserte de Fécamp ;
- autorail X 2135
- un couplage d'autocars sur rails Verney LP48 no 1452 & 1453, témoins des essais réalisés dans les années 1950 pour maintenir le trafic voyageurs sur le « Mamers à Saint-Calais ». Ces deux engins sont  Classé MH (1997)[14] et  Classé MH (1997)[15] ;
- draisine Renault de 1926 ;
- draisine LHB ex-Etat ;
- draisine Campagne de 1938 ;
- draisine DU 65-6-046 ex-SNCF provenant du CFBS ;
- draisine DU 65-6-052 ex-SNCF.

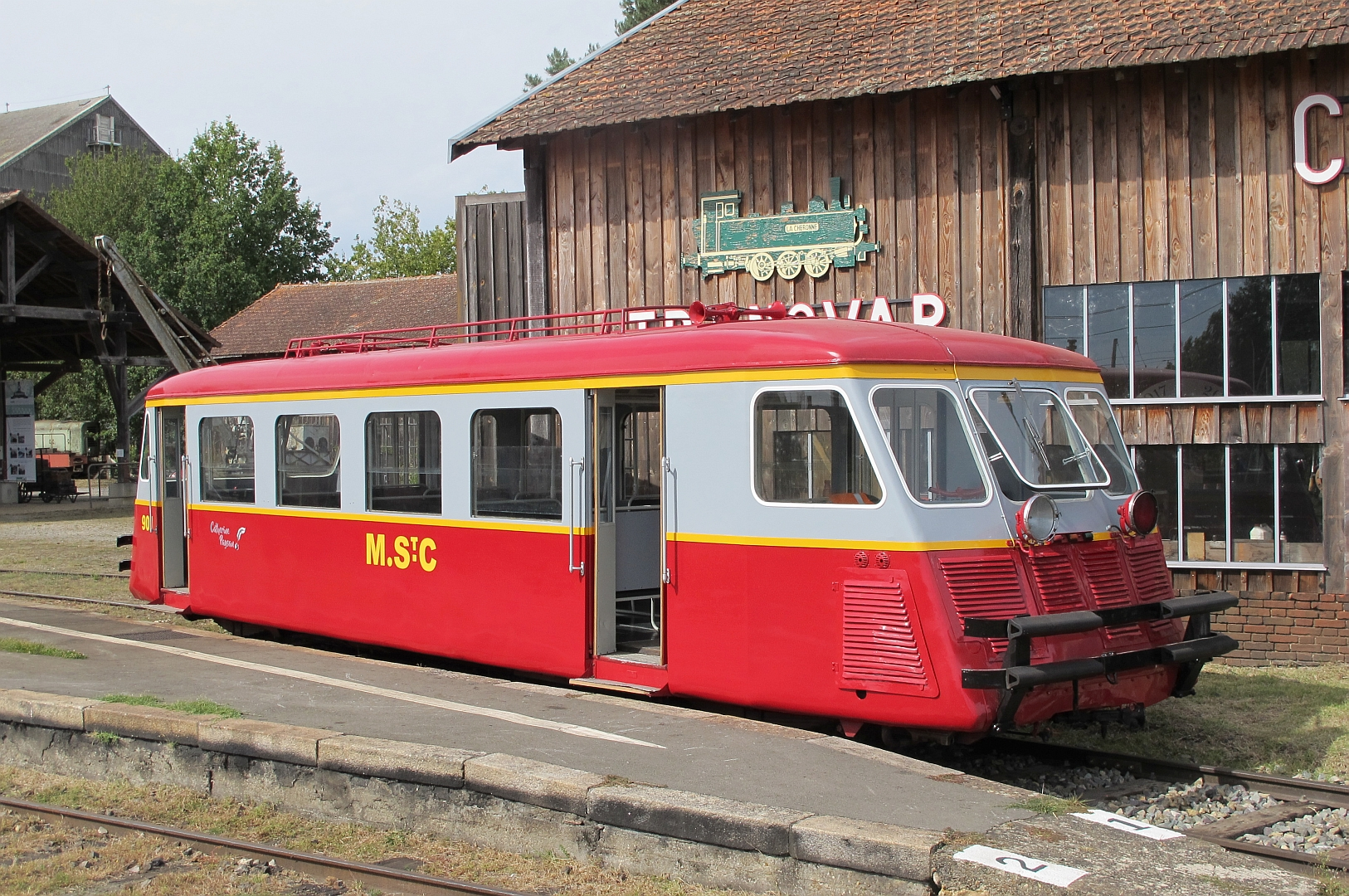
L'autorail Billard X 901.
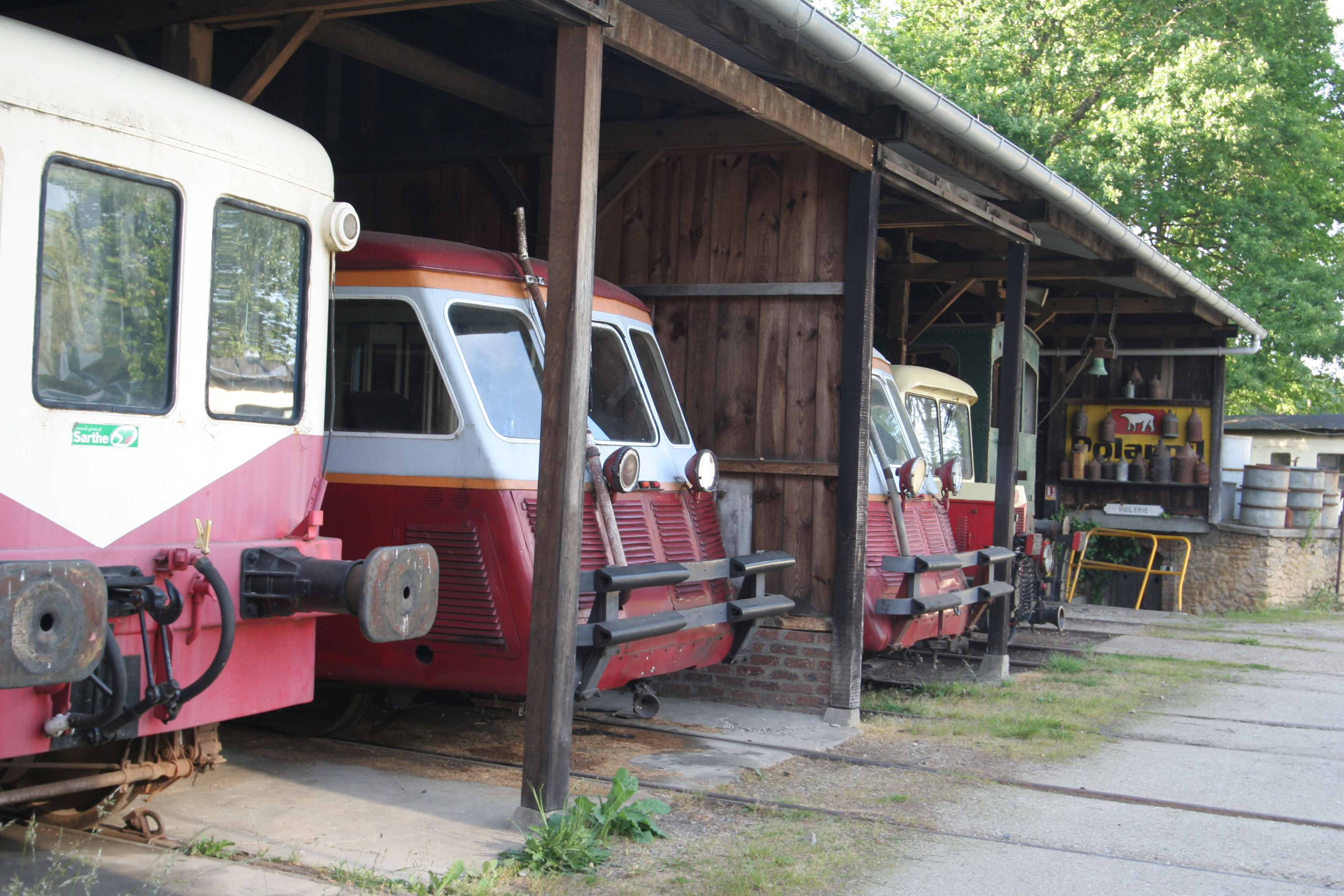
Les autorails de la Transvap garés à Beillé.

### Voitures et wagons
La rame tractée se compose de deux voitures suisses ex-Val de Travers, de deux fourgons suisses « Spoutnik », parfois épaulés par deux remorques d'autorails XR repeintes en vert et crème.
Une quinzaine de wagons de type divers (les plus anciens de France et classés) ainsi que deux grues sur rails de 1869 complètent le parc.

## Bâtiments

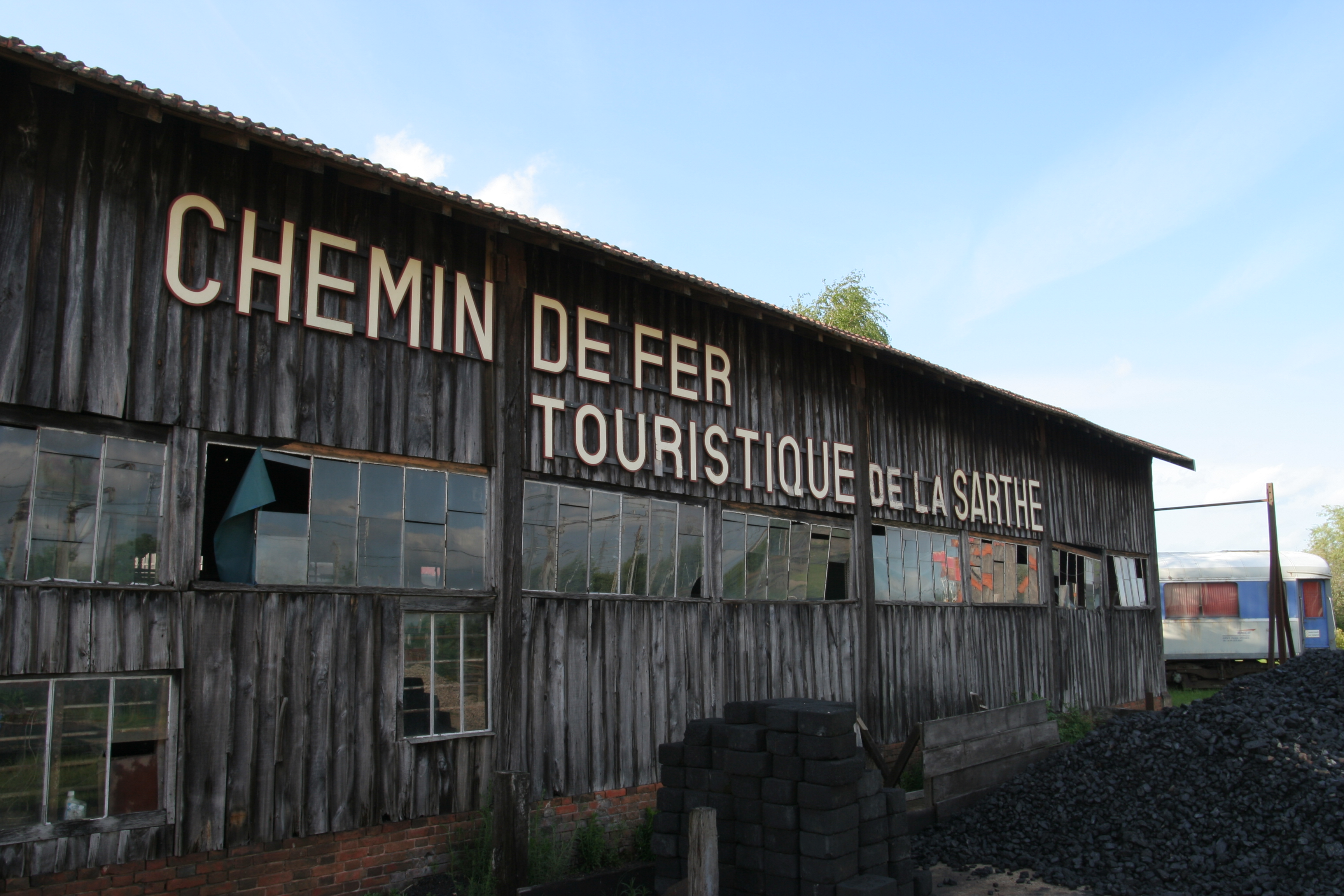
Bâtiment ancien de la Transvap à Beillé.

En 2001, une gare a été édifiée à Beillé, séparée de celle de la gare SNCF Connerré - Beillé par les voies de la ligne classique Paris-Le Mans. Le département de la Sarthe, en soutenant l'association par la construction de cette gare en style traditionnel, souhaite développer l'activité touristique et valoriser le patrimoine après l'incendie de l'atelier d'origine du réseau « Mamers à Saint-Calais » d'avril 1997.